# Églises médiévales de Lipnice
Les églises médiévales de Lipnice (en tchèque : Podlipnické kostely, littéralement les églises sous Lipnice) forment un ensemble de trois églises médiévales dominées par le site du château de Lipnice nad Sázavou, commune tchèque située dans la région de Vysočina. Ces petites églises de campagne sont remarquables par leurs fresques intérieures bien conservées, datant du XIVe siècle.
Toutes trois appartiennent à la paroisse de Lipnice nad Sázavou.
La sauvegarde et la mise en valeur de ces églises est assurée par l'association des Amis des Podlipnické kostely (en tchèque : Sdružení Přátelé podlipnických kostelů).

## Les trois églises
- Église Saint-Georges à Řečice[1]
- Église Sainte-Marguerite à Loukov (lieu-dit à Dolní Město)[2]
- Église Saint-Martin de Tours à Dolní Město[3]

## Galerie

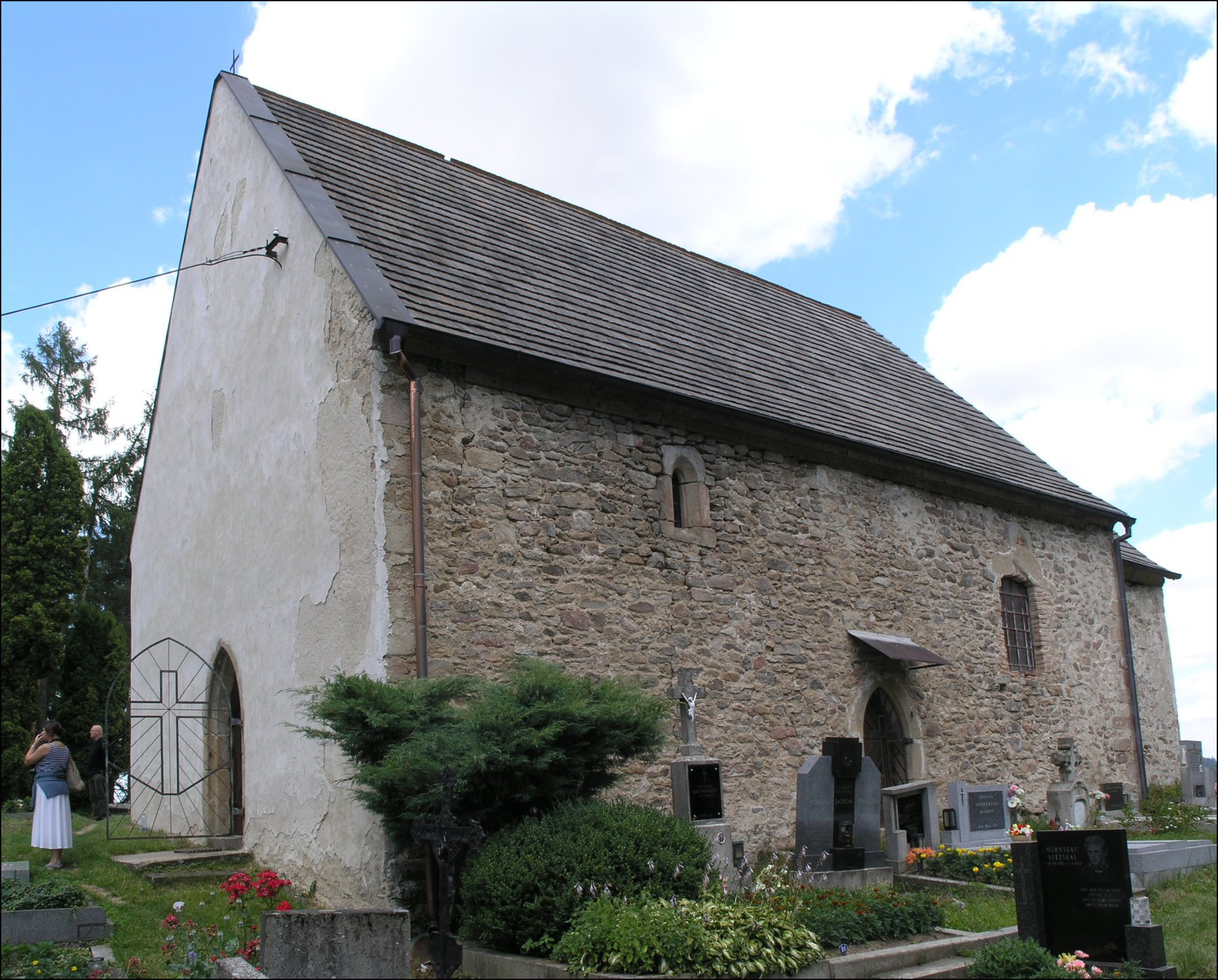
Église Saint-Georges à Řečice
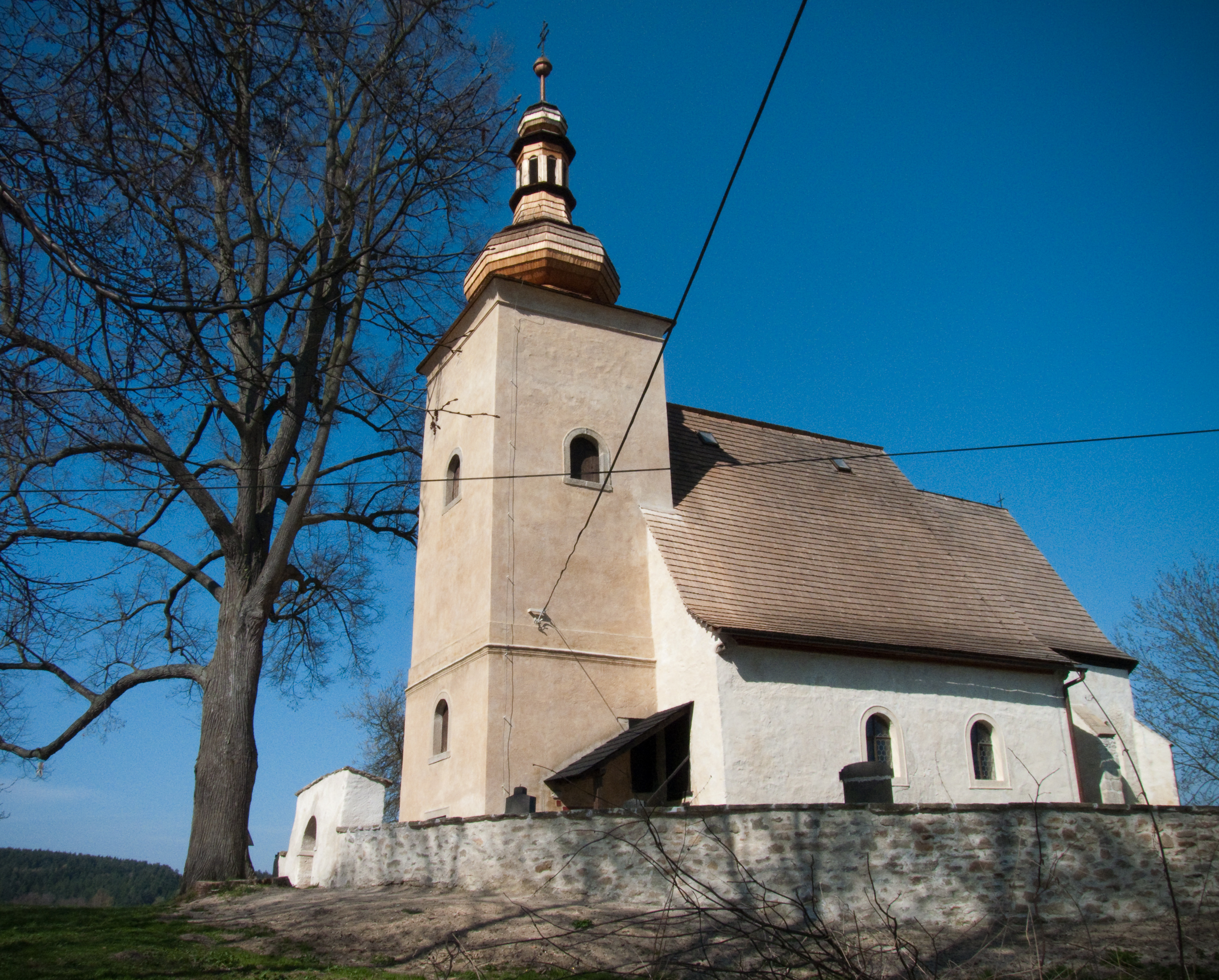
Église Sainte-Marguerite à Loukov
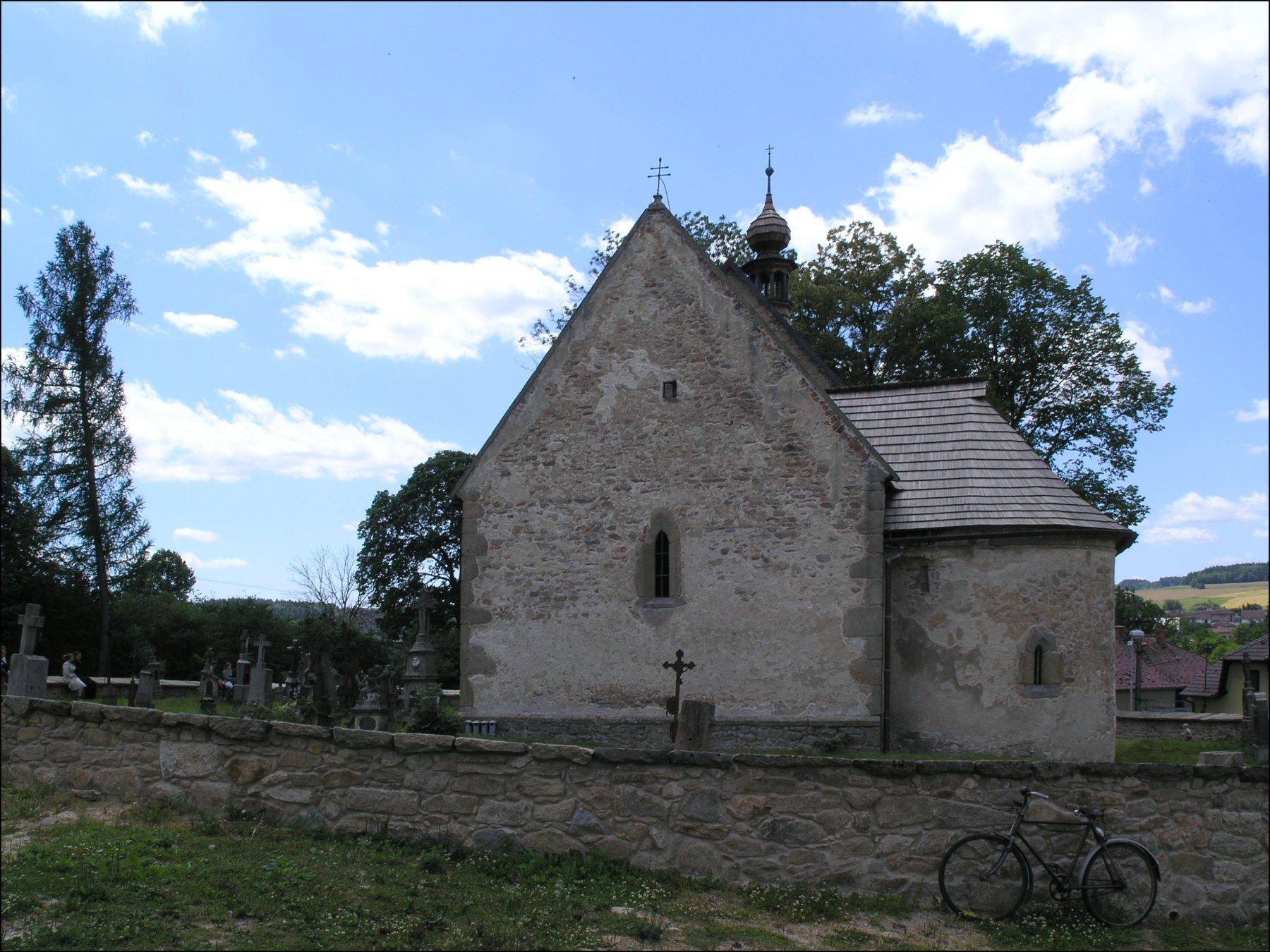
Église Saint-Martin de Tours à Dolní Město